# Flor del Bajío
Flor del Bajío es una obra de Eduardo Cataño (Santiago Ixcuintla, Nayarit, México, 1910 – Ciudad de México, México, 1964) de 1964 que se conserva en el Museo Soumaya, famoso por su reproducción como un cromo y en otros objetos promocionales en México desde la década de los sesenta. El autor tomó como modelo a la actriz Ava Gardner.
La carrera de Cataño inició como ilustrador de diversas revistas y libros. A los 15 años ingresó a la Academia de San Carlos para iniciar sus estudios en artes plásticas. Al terminar sus estudios, se le ofreció un viaje a Italia para poder continuar su formación. Sin embargo, debido a sus responsabilidades económicas y familiares, dejó pasar la oportunidad.

## Descripción
Flor del bajío es un cromo realizado como homenaje al espíritu mexicano. En éste se muestra a una joven de cabello oscuro y con moño tricolor que detiene su cabello de lado derecho, es enmarcada por un sombrero rojo de charro bordado con hilos de plata. Viste una blusa blanca con algunos detalles en rojo y verde, y sobre su hombro porta un sarape de Saltillo. Su sonrisa pródiga, generosa y contagiosa, probablemente fue inspirada en la actriz y modelo estadounidense Ava Gardner, la chica de calendario.  En la esquina inferior izquierda se encuentran pintadas algunas flores rojas y rosas.
Esta imagen fue utilizada con fines comerciales, en especial en charolas y ceniceros promocionales de la cerveza Corona Extra del Grupo Modelo.

## Contexto
Entre las décadas de 1930 y 1970, decenas de imprentas en México se avocaron a la realización de millones de reproducciones de calendarios mexicanos cuyo tema era la identidad nacional. Una de las casas más importantes e influyentes fue la imprenta Galas de México, que incorporó a su planta laboral a artistas que crearon obras en distintas técnicas (óleos, pasteles, acuarelas) para sus calendarios ilustrados mediante cromolitografías. 
En las composiciones se conjugaron el nacionalismo, "los intereses comerciales, la retórica dominante y el gusto popular". Los pintores como Cataño, contribuyeron a la formación de imágenes que combinaban pasajes ensoñados de los hombres y las mujeres mexicanas en contextos folklóricos, escenas cotidianas o reinterpretaciones de mitos del país, algunas con influencias de la estética pin-up propia de Estados Unidos.